# Snowflakes
Snowflakes è il quarto album in studio, nonché il primo album natalizio, della cantante statunitense Toni Braxton, pubblicato per Arista Records il 23 ottobre 2001.
Il disco contiene alcuni classici natalizi re-interpretati da Toni Braxton (The Christmas Song, Have Yourself a Merry Little Christmas e Christmas Time Is Here), oltre a nuove canzoni realizzate appositamente.
Snowflakes ha venduto 538 000 copie nel mondo, raggiungendo la 119ª posizione nella classifica Billboard 200 e la 57ª posizione in quella R&B.

## Tracce
1. Holiday Celebrate – 3:59 (Toni Braxton, Keri Lewis, Tamar Braxton)
2. Christmas in Jamaica (feat. Shaggy) – 4:22 (Toni Braxton, Donnie Scantz, Keri Lewis, Orville Burrell, Craig Love, Dave Kelly)
3. Snowflakes of Love – 4:24 (Braxton, Lewis, Isaac Hayes)
4. Christmas Time Is Here – 4:11 (Vince Guaraldi, Lee Mendelson)
5. Santa Please... – 4:32 (Toni Braxton, Keri Lewis)
6. ... Pretty Please (Interlude) – 1:00
7. Have Yourself a Merry Little Christmas – 4:34 (Ralph Blane, Hugh Martin)
8. This Time Next Year – 4:22 (Babyface, David Foster, Toni Braxton)
9. The Christmas Song – 3:23 (Mel Tormé, Robert Wells)
10. Snowflakes of Love (Brent Fischer Instrumental) – 4:36
11. Christmas in Jamaica (feat. Shaggy) (Remix) – 3:39 (Toni Braxton, Donnie Scantz, Keri Lewis, Orville Burrell, Craig Love, Dave Kelly)